# Haplotip modal
En genealogia genètica, l'haplotip modal és l'haplotip (conjunt de valors observats de STR) més freqüent per a un haplogrup o línia familiar.
Els dos haplotips modals més discutits són l'Haplotip Modal Atlàntic (l'haplotip més comú a algunes parts d'Europa, associat amb l'haplogrup R1b) i l'Haplotip Modal de Cohen (l'haplotip associat a la tradició jueva Cohanim). Tanmateix, es pot determinar un haplotip modal específic per a qualsevol projecte genealògic de cognoms basat en proves d'ADN.